# Richard Taylor (Spezialeffektkünstler)

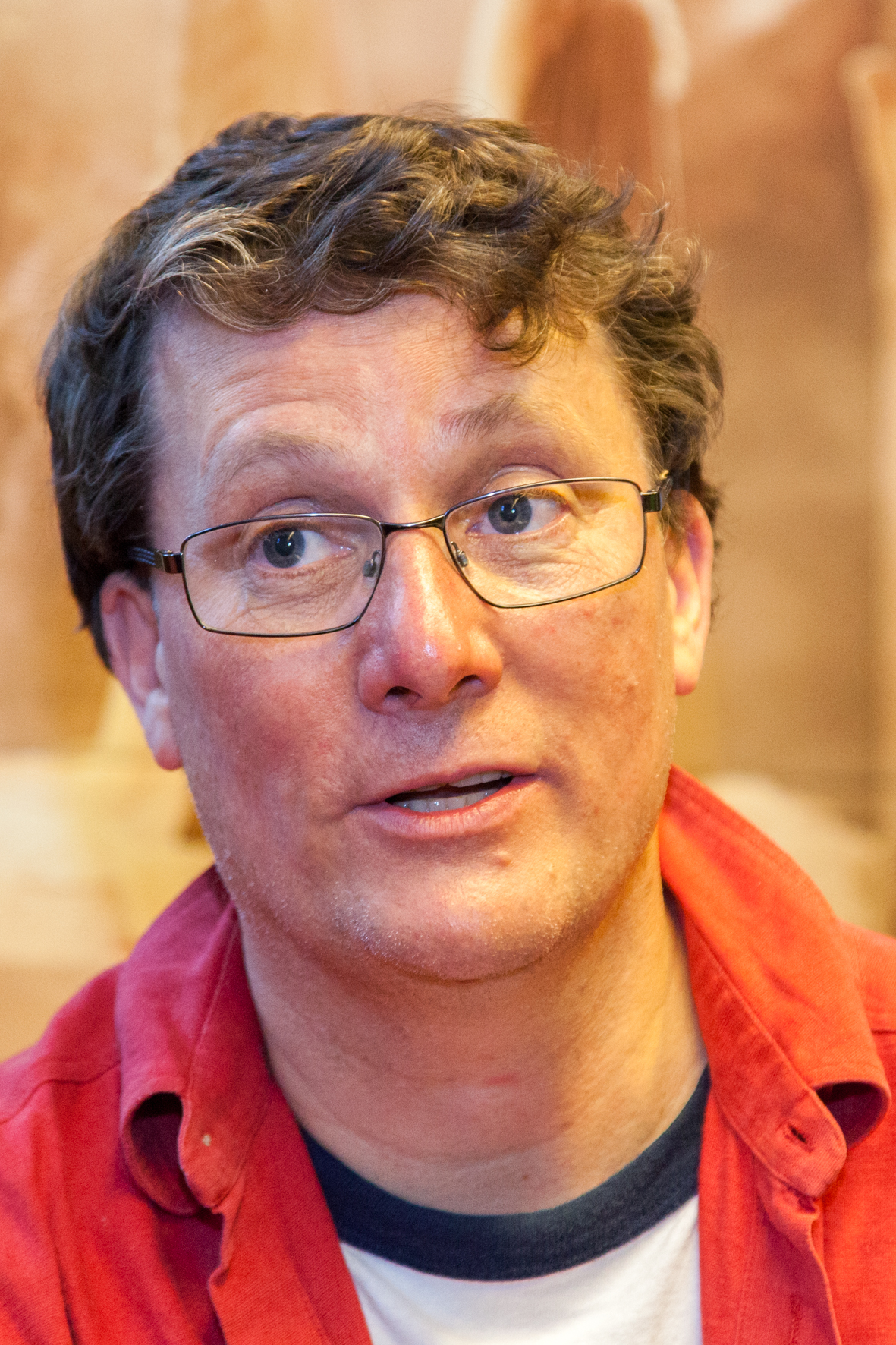
Sir Richard Taylor im April 2014

Sir Richard Leslie Taylor, KNZM (* 7. Februar 1965 in Patumahoe, Neuseeland) ist ein neuseeländischer Maskenbildner, Spezialeffektkünstler und mehrfacher Oscar-Preisträger. Er ist Mitbegründer und Leiter der neuseeländischen Spezialeffektfirma Weta Workshop. Er war unter anderem an den Filmen der Herr-der-Ringe-Trilogie sowie diversen weiteren Filmen von Peter Jackson beteiligt.
Am 7. Juni 2010 wurde er als Knight Companion in den New Zealand Order of Merit und damit geadelt.
Taylor ist mit seiner Kollegin Tania Rodger liiert, die beiden kennen sich seit der Schulzeit.

## Filmografie
- 1989: Meet the Feebles
- 1990: Young Hercules (Fernsehfilm)
- 1992: Braindead
- 1993: Stephen King: Das Monstrum – Tommyknockers
- 1994: Die letzte Kriegerin
- 1994: Heavenly Creatures
- 1995–1999: Hercules (Fernsehserie)
- 1995–2001: Xena – Die Kriegerprinzessin (Fernsehserie)
- 1996: Der Überflieger
- 1996: The Frighteners
- 1997: Sturmflut – Inferno an der Küste
- 1997: Die Dämonen des Mörders (The Ugly)
- 1998: A Bright Shining Lie – Die Hölle Vietnams (A Bright Shining Lie, Fernsehfilm)
- 1998: Heaven
- 2001: Der Herr der Ringe: Die Gefährten
- 2002: Der Herr der Ringe: Die zwei Türme
- 2003: Der Herr der Ringe: Die Rückkehr des Königs
- 2003: Master & Commander – Bis ans Ende der Welt
- 2005: Die Chroniken von Narnia: Der König von Narnia
- 2005: Die Legende des Zorro
- 2005: King Kong
- 2006: Black Sheep
- 2007: 30 Days of Night
- 2007: Mein Freund, der Wasserdrache (The Water Horse: Legend of the Deep )
- 2008: Die Chroniken von Narnia: Prinz Kaspian von Narnia
- 2009: Under the Mountain
- 2009: District 9
- 2009: In meinem Himmel
- 2009: Daybreakers
- 2009: Avatar – Aufbruch nach Pandora
- 2011: Die Abenteuer von Tim und Struppi – Das Geheimnis der Einhorn
- 2012: Der Hobbit – Eine unerwartete Reise
- 2013: Der Hobbit - Smaugs Einöde
- 2013: Elysium
- 2013: Man of Steel
- 2014: Der Hobbit - Die Schlacht der fünf Heere
- 2015: Fast & Furious 7
- 2015: Krampus
- 2016: BFG – Big Friendly Giant
- 2016: Warcraft: The Beginning
- 2016: The Great Wall
- 2016: Spectral
- 2017: Ghost in the Shell
- 2017: Power Rangers
- 2017: Blade Runner 2049
- 2017: Thor: Tag der Entscheidung
- 2018: Pacific Rim: Uprising
- 2018: Meg
- 2019: I Am Mother

## Auszeichnungen (Auswahl)
- 2002: Oscar-Nominierung für Der Herr der Ringe: Die Gefährten (gemeinsam mit Ngila Dickson)
- 2002: Oscar für Der Herr der Ringe: Die Gefährten (gemeinsam mit Randall William Cook, Jim Rygiel und Mark Stetson)
- 2002: Oscar-Nominierung für Der Herr der Ringe: Die Gefährten (gemeinsam mit Peter Owen)
- 2002: BAFTA-Award für Der Herr der Ringe: Die Gefährten (gemeinsam mit Randall William Cook, Jim Rygiel, Alex Funke und Mark Stetson)
- 2002: BAFTA-Award für Der Herr der Ringe: Die Gefährten (gemeinsam mit Peter Owen und Peter Swords King)
- 2003: BAFTA-Award für Der Herr der Ringe: Die zwei Türme (gemeinsam mit Ngila Dickson)
- 2003: BAFTA-Nominierung für Der Herr der Ringe: Die zwei Türme (gemeinsam mit Peter Owen und Peter Swords King)
- 2004: Oscar für Der Herr der Ringe: Die Rückkehr des Königs (gemeinsam mit Ngila Dickson)
- 2004: Oscar für Der Herr der Ringe: Die Rückkehr des Königs (gemeinsam mit Peter Swords King)
- 2004: BAFTA-Nominierung für Der Herr der Ringe: Die Rückkehr des Königs (gemeinsam mit Ngila Dickson)
- 2004: BAFTA-Nominierung für Der Herr der Ringe: Die Rückkehr des Königs (gemeinsam mit Peter Owen und Peter Swords King)
- 2006: Oscar für King Kong (gemeinsam mit Joe Letteri, Christian Rivers und Brian Van’t Hul)
- 2006: BAFTA-Award für King Kong (gemeinsam mit Joe Letteri, Christian Rivers und Brian Van’t Hul)
- 2013: BAFTA-Nominierung für Der Hobbit: Eine unerwartete Reise (gemeinsam mit Rick Findlater und Peter Swords King)
- 2014: BAFTA-Nominierung für Der Hobbit: Smaugs Einöde (gemeinsam mit Rick Findlater und Peter Swords King)